# Robinson R44
Robinson R44 är en 4-sitsig, enmotorig helikopter med en tvåbladig huvudrotor. Konstruktionen består i huvudsak av metall och helikoptern har ett landställ av skidtyp. R44 kommer i olika versioner vilka beskrivs nedan

## Astro

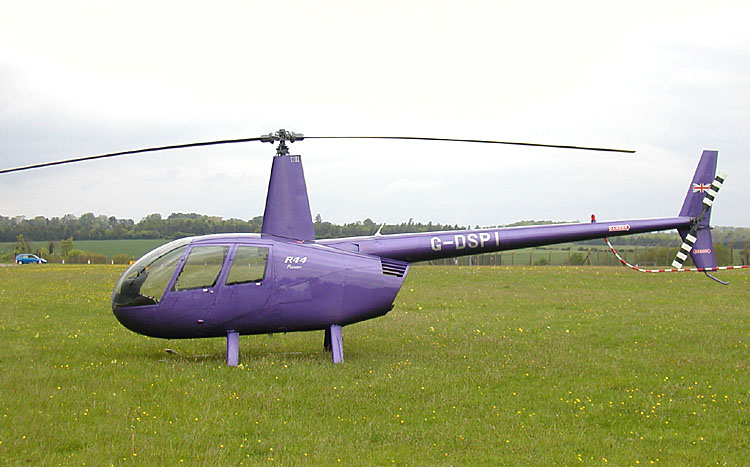
Robinson R44

R44 "Astro" är utrustad med en O-540-F1B5 Textron Lycoming-motor med en sänkt effekt till 205 hästkrafter max effekt, dock godkänd att använda 225 hästkrafter under 5-minuters perioder vid start. Manuellt styrsystem med elektrisk automatisk cyklisk trimning och justerbar elektrisk collective trim. 14 volts elsystem är standard, men 28-volt finns som tillval. Tillval är också hydrauliskt styrsystem.

## Clipper
"Clipper I" modellen är baserad på "Astro" men har ett fast eller pop-out flottör landställ av skidtyp. Helikoptern är också extra korrosionsskyddad och har på grund av flottörerna en extra horisontell stabilisator fäst i nederkant på den vertikala stabilisatorn. Extra dränerventiler finns vid flygkroppens kind-område. Extra navigationsljus på masten finns monterade på de versioner med fasta flottörer.

## Raven
Raven-versionen är utrustad med hydrauliskt styrsystem som standard.

## R44 II, Raven II
Raven II har blad med längre korda (bredare blad), motorn är en bränsle-insprutad Textron Lycoming IO-540-AE1A5 som man tar ut 205 hästkrafter ur, 245 hästkrafter får tas ut i 5-minuters intervall vid start. Elsystemet är av 28-volts typ och helikoptern är även utrustad med en extra oljekylare. Huvud- och stjärtrotor blad har rundade spetsar.

## R44 II, Clipper II
Clipper II är utrustad likadant som Clipper I men baseras på Raven II.